# BTG Pactual
BTG Pactual è un'azienda brasiliana che opera nel settore finanziario e in particolare nel settore degli investimenti bancari, nell'asset management nata nel 1983.
Offre servizi di consulenza in fusioni e acquisizioni, pianificazioni di arricchimento, prestiti e finanziamenti, e anche soluzioni di investimento e analisi di mercato.